# 미니어처 전쟁 게임
미니어처 전쟁 게임(Miniature Wargaming)은 군사 유닛이 모형 전장에서 미니어처 물리적 모델로 표현되는 전쟁 게임의 한 형태이다. 미니어처 전쟁 게임은 모형 전장에서 장난감 병정, 차량, 포병을 사용하여 플레이되며, 주요 매력은 기능보다는 오락에 있다. 미니어처 전쟁 게임은 종종 모듈식 지형을 갖춘 맞춤형 전장에서 플레이되며 추상적인 스케일링은 테이블 공간의 한계에 맞게 실제 범위를 조정하는 데 사용된다. 군사 유닛을 표현하기 위해 물리적 모델을 사용하는 것은 카운터나 블록과 같은 추상적인 부분을 사용하는 다른 테이블탑 전쟁 게임이나 가상 모델을 사용하는 컴퓨터 전쟁 게임과 대조된다. 모델 사용의 주요 이점은 몰입감이다. 하지만 특정 전쟁 게임에서는 모델의 크기와 모양이 경기 진행 방식에 실질적인 영향을 미칠 수 있다. 모델의 치수와 위치는 게임 플레이 중 거리를 측정하는 데 매우 중요하다. 대부분의 심각한 군사 응용 분야에서는 규모와 정확성에 관한 문제로 인해 사실성이 너무 많이 손상된다.
미니어처 전쟁 게임은 개별 전사가 통제되는 소규모 전투 수준이거나 그룹이 명령을 받는 전술 수준일 수 있다. 대부분의 전쟁 게임은 산술 및 주사위 굴림을 통해 해결되는 이동 및 전투를 포함하는 턴 기반이다. 게임 설정에 따라 사용되는 유닛 유형이 결정되며, 제2차 세계대전, 나폴레옹 전쟁, 미국 남북전쟁 등 인기 있는 역사적 주제를 가지고 있으며, 워해머 40,000이 대표적인 판타지 설정이다. 역사적으로 납이나 주석으로 만들어진 모델은 이제 일반적으로 플라스틱이나 수지로 만들어지며, 대기업에서는 대량 생산의 이점 때문에 플라스틱을 선호한다. 일부 회사에서는 미리 칠해진 모델을 판매하지만 대부분은 플레이어가 조립하고 맞춤화해야 한다. 역사적인 미니어처 전쟁 게임에서는 일반 모델이 사용되지만 워해머와 같은 판타지 전쟁 게임에는 독점 모델이 포함되어 있어 가격이 더 비싼 편이다.
지역사회는 사회적이며 컨벤션과 클럽이 중요한 역할을 한다. 모델 페인팅 및 조립은 취미의 필수적인 부분이다. 취미는 필요한 시간, 기술 및 재정적 투자로 인해 주로 노년층의 관심을 끌고 있다.

## 같이 보기
- 시뮬레이션 게임
- 대전략
- 테이블 게임
- 스케일 모델
- 비디오 게임
- 카드 게임